# Kurt Berge
Richard Kurt Berge (* 6. März 1879 in Zitzschewig; † nicht ermittelt) war ein deutscher Verwaltungsjurist und Kommunalpolitiker. Er war Bürgermeister der Stadt Crimmitschau im Freistaat Sachsen.

## Leben und Wirken
Nach dem Schulbesuch studierte er in Leipzig Jura und promovierte 1905 zum Dr. jur. Er war zunächst einer der beiden Geschäftsführer der Gemeinnützigen Industriearbeiterwohnungsbaugesellschaft Pleißental mbH und zweiter Bürgermeister von Crimmitschau. Die Stadt zählte damals über 20.000 Einwohner. Im Adressbuch von 1925 wird er bereits als Bürgermeister bezeichnet. Als solcher war er noch 1941 im Amt und außerdem Vorstand der Talsperren AG Crimmitschau.